# Goldingen
Goldingen es una comuna suiza del cantón de San Galo, ubicada en el distrito de See-Gaster. Limita al norte con la comuna de Fischenthal (ZH), al noreste con Mosnang y Wattwil, al este y sur con Sankt Gallenkappel, y al suroeste con Eschenbach, y al oeste con Wald (ZH).

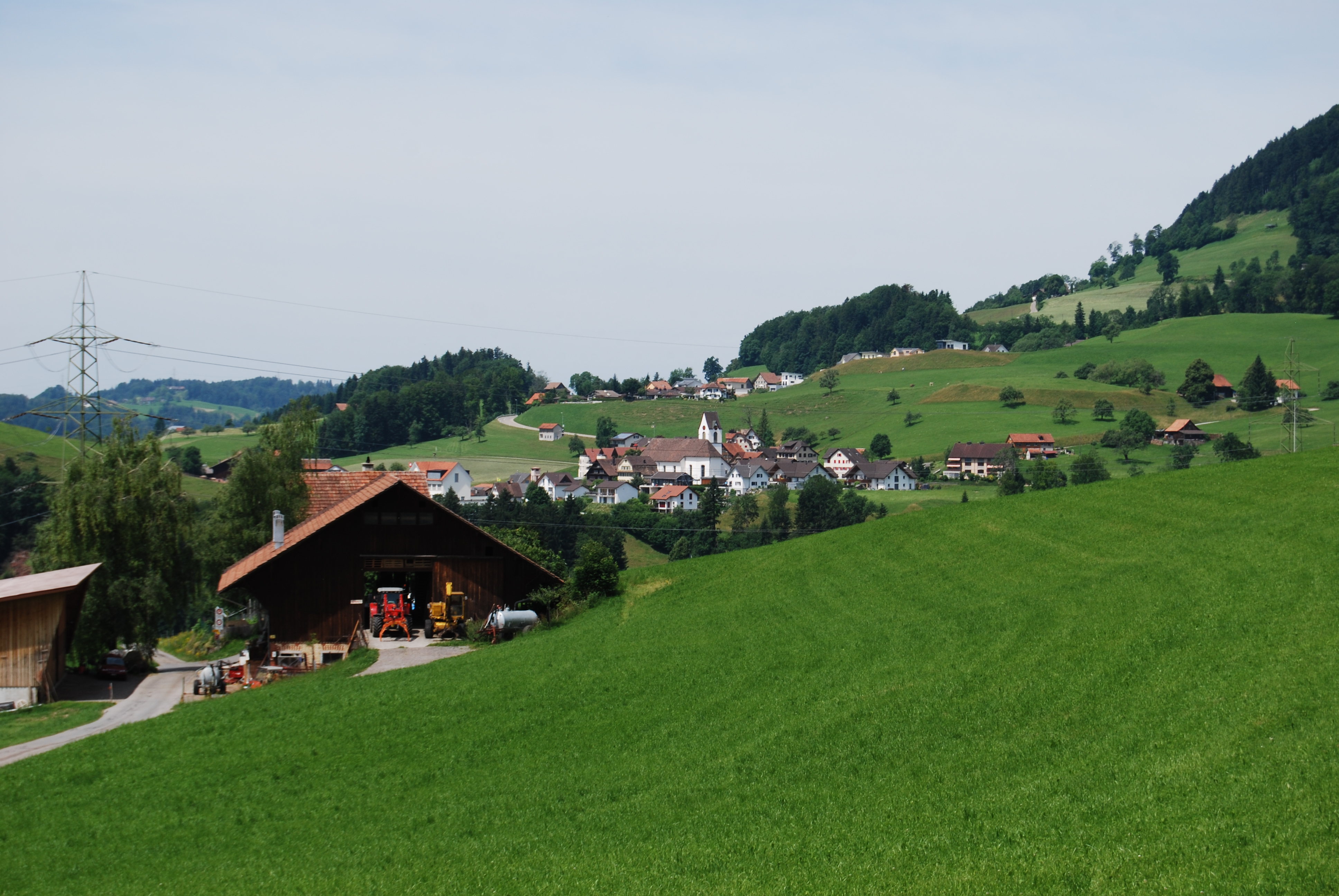
Goldingen